# São Bento do Tocantins
São Bento do Tocantins es un municipio brasileño del estado del Tocantins. Se localiza a una latitud 6°1′13″ S y a una longitud 47°54′8″ O, estando a una altitud de 230 metros. Su población estimada en 2004 era de 3 227 habitantes.
Posee un área de 1437,61 km².